# Dobliče
Dobliče je naselje u slovenskoj Općini Črnomelju. Dobliče se nalazi u pokrajini Dolenjskoj i statističkoj regiji Jugoistočnoj Sloveniji. 

## Poznate osobe
- Franc Cerar, slo. pjesnik i isusovac

## Stanovništvo
Prema popisu stanovništva iz 2002. godine naselje je imalo 179 stanovnika.